# Conseil de la province autonome de Trente
Palais Trentini, Trente
Le conseil de la province autonome de Trente (en italien, Consiglio della provincia autonoma di Trento) est l'assemblée législative élue de la province italienne de Trente, dont il est l'un des deux organes dirigeants avec le gouvernement provincial (pouvoir exécutif).
Dans les faits, l'essentiel des compétences habituellement dévolues aux régions selon la Constitution italienne est dans le cas de la région du Trentin-Haut-Adige attribué aux conseils provinciaux des deux provinces qui composent la région. Les conseils provinciaux de Bolzano et de Trente sont les seuls d'Italie à disposer de compétences ordinairement régionales.

## Composition

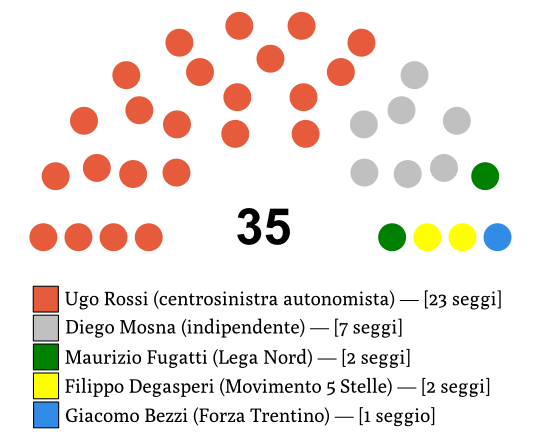
Composition de l'assemblée après les élections provinciales de 2013.

Le conseil régional est composé de 35 élus. Il est présidé par Bruno Dorigatti.
À la suite des élections provinciales de 2013, le Conseil régional est dominé par le Parti démocrate (9 élus), juste devant le Parti autonomiste trentin et tyrolien et ses 8 sièges.
Depuis la réforme constitutionnelle de 2001, la minorité ladine, présente dans le Val di Fassa, dans le nord de la province, élit un conseiller.

## Histoire
Si dès 1946 l'Accord De Gasperi-Gruber reconnaît le principe d'autonomie des germanophones du Tyrol du Sud (province de Bolzano) vis-à-vis des italophones de la province de Trente, et si la Constitution de la République italienne reconnaît dès 1948 le statut d'autonomie du Trentin-Haut-Adige, ce n'est qu'en 1972 et après une vague de tensions et actes terroristes menés par des groupuscules autonomistes sud-tyroliens que la révision du statut proclame la délégation des compétences régionales aux provinces.

## Compétences
L'essentiel des pouvoirs locaux étant dévolu aux provinces, le Conseil régional ne dispose que de peu de compétences. Les compétences provinciales à Bolzano sont donc bien plus importantes que les compétences habituellement conférées aux provinces italiennes. Le statut d'autonomie de la Région liste les compétences attribuées à la province en 29 chapitres (compétences normales) auxquels s'ajoutent des compétences partagées avec l'État. Ces compétences concernent notamment la santé, l'enseignement, le commerce, l'agriculture, la formation professionnelle, l'aide sociale, les transports, le tourisme, la voirie, l'artisanat, la toponymie bilingue, la valorisation du patrimoine, l'urbanisme.